# Alagoas
Alagoas is een van de 26 deelstaten van Brazilië. De staat met de standaardafkorting AL heeft een oppervlakte van ca. 27.779 km² en ligt in de regio Noordoost.
Alagoas grenst aan de Atlantische Oceaan in het oosten en de staten Sergipe in het zuiden en zuidwesten (de rivier São Francisco vormt hier de grens), Bahia in het westen en Pernambuco in het noorden. In 2017 had de staat 3.375.823 inwoners. De hoofdstad is Maceió. Andere belangrijke steden zijn Arapiraca, Maragogi, Palmeira dos Índios, Rio Largo, União dos Palmares en Penedo. In Maceió bevindt zich het Museu da Imagem e do Som de Alagoas (Museum van Beeld en Geluid van Alagoas).
De staat heeft 1,6% van de Braziliaanse bevolking en produceert slechts 0,75% van het BBP van het land.

## Bestuurlijke indeling
De deelstaat Alagoas is ingedeeld in 3 mesoregio's, 13 microregio's en 102 gemeenten.

## Belangrijke steden
In orde van grootte:
| Stad                                            | Inwoners  |
| ----------------------------------------------- | --------- |
| Maceió                                          | 1.029.129 |
| Arapiraca                                       | 234.185   |
| Rio Largo                                       | 76.019    |
| Palmeira dos Índios                             | 74.208    |
| União dos Palmares                              | 66.477    |
| Bron: (pt) IBGE - Populatie volgens census 2017 |           |